# Емі Лепейлбет
Емі Лепейлбет  (англ. Amy LePeilbet, 12 березня 1982) — американська футболістка, олімпійська чемпіонка.

## Виступи на Олімпіадах
| Олімпіада   | Дисципліна | Місце |
| ----------- | ---------- | ----- |
| Лондон 2012 | футбол     | 1     |